# 셀레우코스 4세 필로파토르
셀레우코스 4세 필로파토르(? ~ 기원전 175년, 제위 기원전 187년 ~ 기원전 175년)는 시리아(킬리키아와 팔레스타인을 포함), 메소포타미아, 그리고 가까운 이란(메디아와 페르시아)으로 구성된 영역의 헬레니스틱 셀레우코스 제국의 지배자였다.
그는 안티오코스 3세의 두 번째 아들이였는데 그의 형인 안티오코스가 사망하여 그가 후임자 자리를 이어 받았다.
그는 재정적인 필요에 의해 압박받고 로마에 의해 부과된 과중한 전재 배상금 때문에 야망의 정책을 추구하여 왕이 되었고 결국 그의 장관 헬리오 도루스에 의해 암살되었다.
진짜 상속자 셀레우코스의 아들 데메트리오스 1세 소테르는 이제 로마에 인질로 유지되었고 왕국은 셀레우코스의 더 어린 형제인 안티오코스 4세 에피파네스에 의해 장악되었지만, 역시 더 어린 안티오쿠스가 에피파네스가 그를 죽게 할 때까지 수 년간 나라의 공식적인 수뇌였다.
| 전임 안티오코스 3세 대왕 | 제7대 셀레우코스 왕 기원전 187년 - 기원전 175년 | 후임 안티오코스 4세 |